# فيكتور فارنادو
فيكتور فارنادو (بالإنجليزية: Victor Varnado)‏ هو كاتب سيناريو ومونتير ومنتج أفلام وممثل أمريكي، ولد في 15 مايو 1969 في غاري في الولايات المتحدة.

## أعمال

### أفلام
- (1999) نهاية الأيام[5]
- (2002) مغامرات بلوتو ناش

## وصلات خارجية
- فيكتور فارنادو على موقع IMDb (الإنجليزية)
- فيكتور فارنادو على موقع ألو سيني (الفرنسية)
- فيكتور فارنادو على موقع ميوزك برينز (الإنجليزية)
- فيكتور فارنادو على موقع أول موفي (الإنجليزية)
- فيكتور فارنادو على موقع قاعدة بيانات الأفلام السويدية (السويدية)
- فيكتور فارنادو على موقع قاعدة بيانات الفيلم (الإنجليزية)
- فيكتور فارنادو على موقع كينوبويسك (الروسية)